# Rockneby
Rockneby è una località (tätort) della Svezia di poco più che 850 abitanti, sita nel comune di Kalmar, poco a nord del capoluogo di comune. La cittadina si affaccia sulla statale E22.

## Società

### Evoluzione demografica
Abitanti censiti